# Джеймі-щупальця
Джеймі-щупальця (англ. Jamie's Got Tentacles) — французький мультсеріал студії Samka Productions, який дебютував у 2014 році у Франції. Наразі він складається з 2-х сезонів, з 52 серіями в кожній. Існує міф, що всесвіт Джеймі і Губки Боба може бути одним всесвітом. Про це нам говорять посилання на всесвіт Губки Боба, сам характер Джеймі, і відсилання фінальної серії після титрів, коли Джеймі каже, що його справжній батько — це земний восьминіг, але, на жаль, він його не знає, але знає те, що він працює на ненависній роботі, разом із набридливим сусідом.

## Персонажі

### Головні
- Ервін Волш — землянин, алергік. Фанатіє від коміксів про Фалфатрекса і Тетрапотса. Окрім Джеймі, він немає друзів.
- Джеймі Бларб — принц планети Бларб, який втік на Землі від Влоків, які хочуть з'їсти його живцем. Позаземний восьминіг з чотирма очима. Йому 250 років.

### Другорядні
- Пані Волш — мама Ервіна, яка продає басейни і пече пироги.
- Пан Волш — тато Ервіна, який займається пошуком прибульців.
- Пані Мармоз — сусідка Волшів, мати Айріс.
- Айріс — сусідська дівчина, у яку закохався Ервін. Дочка Пані Мармоз.
- Мітч — продавець коміксів.
- Королева Емілія 4 — колорева Планети Бларб, мати Джеймі.
- Король Моріс — король планети Бларб, батько Джеймі. Інколи жорстокий.

### Антигерої
Прейлін Волш — сестра Ервіна, яка ненавидить Джеймі, хоче довести батькам, що Джеймі — прибулець та позбутися його.
Спецагент Лейтенант Зоровий Контакт — робот з 4 очима, якого послали Влоки для захоплення Джеймі, але він того не хоче. До завдання працював кухарем у Влоків. У серії «Leading Role» він сказав, що був актором, поки Влоки не забрали його на службу за жахливу п'єсу, а в інших серіях він каже, що його спроектували влоки. Прикидається фермером.
Корова-Мутант Сержант Гретчет — корова, яку лейтенант переробив в сержанта. Прикидається коровою Маргарет.
Джоні — сусідський хлопець, який дражнить Ервіна.

### Антагоністи
Генерал Влоків — головний на планеті Влоків, жорстокий та злий. У серії «Revolution» він був знищений секретарем, який посів його місце.
Секретар (Радник) Генерала Влоків — Секретар (Радник) Генерала Влоків, який у серії «Revolution» знищив генерала і посів його місце, а місце радника посів якийсь інший влок 

## Озвучування та дублювання
| Персонаж                  | Актор у дубляжі                                                         |
| ------------------------- | ----------------------------------------------------------------------- |
| Джеймі                    | Павло Скороходько                                                       |
| Ервін                     | Ганна Левченко                                                          |
| Прейлін                   | Галина Дубок                                                            |
| Лейтенант Зоровий Контакт | Дмитро Завадський                                                       |
| Сержант Ґретчет           | Максим Кондратюк                                                        |
| Генерал Влоків            | Михайло Жонін, Олег Лепенець, Ярослав Чорненький, Олександр Завальський |
| Радник Генерала Влоків    | Юрій Кудрявець, Андрій Альохін, Анатолій Зіновенко                      |
| Пані Волш                 | Олена Узлюк, Олена Яблочна, Лідія Муращенко                             |
| Пан Волш                  | Олесь Гімбаржевський                                                    |
| Айріс                     |                                                                         |
| Пані Мармоз               |                                                                         |
| Сквізі та Гордо           | Андрій Альохін, Андрій Мостренко                                        |
| Джонні                    |                                                                         |

Мультсеріал дубльовано студією «1+1».